# Tenorblokfluit
De tenorblokfluit is een type blokfluit. Het heeft dezelfde vorm als een sopraanblokfluit en een altblokfluit. De tenorblokfluit produceert een lager geluid dan de twee bovengenoemde blokfluiten. Nog lager geluid wordt geproduceerd door de basblokfluit.
De tenorblokfluit is, evenals de sopraanblokfluit, in C gestemd, maar is een octaaf lager. Vanwege de grotere afmetingen is er op de tenorblokfluit vaak een klepmechanisme aangebracht om de tonen C/Cis en D/Dis ten gehore te brengen.
Waar blokfluitduetten meestal voor sopraan- en altblokfluit geschreven zijn, is de tenorblokfluit onmisbaar bij vier- of meerstemmige muziek, die vaak door een blokfluitkwartet of een vijftal blokfluiten wordt uitgevoerd.